# 凱爾帕拉瓦宮
凱爾帕拉瓦宮（英語：Cair Paravel）是奇幻小說《納尼亞傳奇》系列中的一座虛構城堡，為彼得大帝、蘇珊女王、愛德蒙國王和露西女王的居住地。在古英語中，「凱爾帕拉瓦」為「較低的法院（a lesser court）」之意。

## 地理歷史
整部納尼亞系列書籍並沒有提到凱爾帕拉瓦宮是何時建造的。在《獅子·女巫·魔衣櫥》中凱爾帕拉瓦宮最早被提及，而當時它早已存在，在白女巫賈迪絲自稱的頭銜裡就有「凱爾帕拉瓦宮城堡女堡主」，但她從未在那裡居住過。在當時的納尼亞人之間流傳著一古老的預言「當兩名亞當之子和兩名夏娃之女坐上凱爾帕拉瓦宮的寶座，白女巫的統治將會終結」。
佩文西家的四名孩子（彼得、蘇珊、愛德蒙和露西）在賈迪絲死後便成為納尼亞的國王和女王，凱爾帕拉瓦宮隨之成為他們宮廷所在地及納尼亞的首府。
《奇幻馬和傳說》裡，卡羅門的王子羅八達在向蘇珊女王求婚未果後便親自帶著一批軍隊攻打凱爾帕拉瓦宮，但終被納尼亞軍隊打敗。
在《賈思潘王子》中，當《獅子·女巫·魔衣櫥》故事已過去了幾個世紀之時，凱爾帕拉瓦宮變成了座落在島上的廢墟，佩文西家的四兄妹在重返納尼亞時誤打誤撞地發現了那裡。而在《銀椅》提及了凱爾帕拉瓦宮已被賈思潘十世重建。
在《最後的戰役》裡，納尼亞最後一任國王逖里安從老鷹千里眼口中得知凱爾帕拉瓦宮已遭卡羅門軍隊攻陷，納尼亞居民被迫逃進森林裡。

## 創作靈感
位於北愛爾蘭的敦魯斯城堡常被視作是路易斯小說裡凱爾帕拉瓦宮的創作靈感。

## 改編
在2005年電影《納尼亞傳奇：獅子·女巫·魔衣櫥》中有呈現了凱爾帕拉瓦宮。該片的製作設計師羅傑·福特認為凱爾帕拉瓦宮的外觀應該是要很光明而且充滿歡樂氣氛。